# Timo Glock
Timo Glock (Lindenfels, 18 de març del 1982) és un ex-pilot alemany de Fórmula 1, campió de les GP2 Series el 2007. Va debutar a la Fórmula 1 l'any 2004 amb l'escuderia Jordan Grand Prix, on era provador, substituint Giorgio Pantano a partir del GP del Canadà d'aquell any i fins al final de la temporada. Al final de la temporada va tornar a la GP2 fins que el 2008 l'escuderia Toyota el va recuperar per la Fórmula 1. A l'abandonar Toyota, fitxaria per l'escuderia Marussia.
La seva última temporada a la Fórmula 1 va ser la temporada 2012.